# Pavlovskeola campylaspoides
Pavlovskeola campylaspoides är en kräftdjursart som beskrevs av Lomakina 1955. Pavlovskeola campylaspoides ingår i släktet Pavlovskeola och familjen Nannastacidae. Inga underarter finns listade i Catalogue of Life.